# Hamilton Academical Football Club 2009-2010
Questa voce raccoglie le informazioni riguardanti l'Hamilton Academical Football Club nelle competizioni ufficiali della stagione 2009-2010. 

## Rosa
| N. |                              | Ruolo | Calciatore             |
| -- | ---------------------------- | ----- | ---------------------- |
| 1  | Rep. Ceca (bandiera)         | P     | Tomáš Černý            |
| 2  | Australia (bandiera)         | D     | Trent McClenahan       |
| 3  | Canada (bandiera)            | D     | Richard Hastings       |
| 4  | Scozia (bandiera)            | D     | Martin Canning         |
| 6  | Scozia (bandiera)            | D     | Mark McLaughlin        |
| 7  | Australia (bandiera)         | C     | James Wesolowski       |
| 8  | Scozia (bandiera)            | C     | James McArthur         |
| 9  | Guadalupa (bandiera)         | A     | Mickaël Antoine-Curier |
| 10 | Scozia (bandiera)            | C     | Alex Neil              |
| 11 | Scozia (bandiera)            | A     | Derek Lyle             |
| 12 | Scozia (bandiera)            | D     | Grant Evans            |
| 14 | Rep. del Congo (bandiera)    | C     | David Louhoungou       |
| 15 | Trinidad e Tobago (bandiera) | D     | Marvin Andrews         |
| 16 | Scozia (bandiera)            | D     | James Gibson           |
| 17 | Scozia (bandiera)            | A     | Stuart Mills           |
| 18 | Portogallo (bandiera)        | A     | Flávio Paixão          |
| 19 | Scozia (bandiera)            | P     | Sean Murdoch           |

| N. |                        | Ruolo | Calciatore         |
| -- | ---------------------- | ----- | ------------------ |
| 20 | Scozia (bandiera)      | D     | Grant Gillespie    |
| 21 | Portogallo (bandiera)  | A     | Marco Paixão       |
| 22 | Scozia (bandiera)      | D     | Tony Stevenson     |
| 23 | Scozia (bandiera)      | D     | Kevin Welsh        |
| 24 | Inghilterra (bandiera) | C     | John Paul Kissock  |
| 25 | Irlanda (bandiera)     | D     | David Elebert      |
| 26 | Inghilterra (bandiera) | A     | Leon Knight        |
| 27 | Inghilterra (bandiera) | D     | Simon Mensing      |
| 28 | Scozia (bandiera)      | C     | Jordan Kirkpatrick |
| 29 | Scozia (bandiera)      | C     | Stuart Taylor      |
| 30 | Scozia (bandiera)      | A     | Gary Gow           |
| 31 | Scozia (bandiera)      | D     | Matt Sheridan      |
| 32 | Inghilterra (bandiera) | A     | Lucas Akins        |
| 33 | Scozia (bandiera)      | C     | Kyle Wilkie        |
| 34 | Scozia (bandiera)      | C     | Gary Mason         |
| 35 | Francia (bandiera)     | C     | Guillaume Beuzelin |
| 50 | Scozia (bandiera)      | P     | Brian Potter       |